# Парламентські вибори в Польщі 1928
Парламентські вибори в Польщі 1928 року відбувалися в два етапи: 4 березня обирали Сейм і 11 березня — Сенат. Безпартійний блок співпраці з урядом, коаліція санаційної фракції, виграла найбільшу кількість місць у Сеймі (125 з 444) і Сенаті (48 зі 111). На відміну від інших виборів періоду Санації опозиційні партії було допущено до виборів з відносно невеликими перешкодами, і вони здобули значну частину місць. Вибори 1928 року прийнято вважати останніми вільними виборами в Польщі до 1989 або 1991 року (залежно від джерела).

## Результати

### Сейм
| Партія                                       | Голоси     | %      | Місця | Попередні |
| -------------------------------------------- | ---------- | ------ | ----- | --------- |
| Безпартійний блок співпраці з урядом         | 2.399.438  | 20,90  | 125   | New       |
| Польська соціалістична партія                | 1.482.097  | 12,91  | 64    | +23       |
| Блок національних меншин                     | 1.439.568  | 12,54  | 55    | –11       |
| Народно-національна спілка                   | 925.570    | 8,06   | 38    | –         |
| Польська народна партія «Визволення»         | 834.710    | 7,27   | 40    | –9        |
| Польський католицький блок (PSL Piast–PSChD) | 770.564    | 6,71   | 34    | –         |
| Українська група                             | 647.198    | 5,64   | 17    | +12       |
| Селянська партія                             | 618.414    | 5,39   | 26    | –         |
| Єврейська група                              | 535.933    | 4,67   | 6     | –12       |
| Національна робітнича партія                 | 228.119    | 1,99   | 11    | –7        |
| Робітничо-селянська спілка                   | 217.240    | 1,89   | 5     | +3        |
| Католицький союз західних земель             | 193.323    | 1,68   | 3     | –         |
| Національно-державний блок праці             | 146.947    | 1,28   | 4     | –         |
| Селянська спілка                             | 135.277    | 1,18   | 3     | –         |
| Руська                                       | 132.018    | 1,15   | 1     | –         |
| Боротьба за інтереси робітників і селян      | 71.704     | 0,62   | 3     | –         |
| Монархісти                                   | 53.579     | 0,47   | 0     | –         |
| Робітниче об'єднання                         | 49.230     | 0,43   | 2     | –         |
| Християнські демократи Тєшин                 | 46.206     | 0,40   | 1     | –         |
| Радикальна селянська партія                  | 44.560     | 0,39   | 0     | –4        |
| Білоруські селяни та робітники               | 35.076     | 0,31   | 2     | –         |
| Християнські демократи Крулеска-Гута         | 33.037     | 0,29   | 1     | –         |
| Християнські демократи Катовиці              | 30.363     | 0,26   | 1     | –         |
| Табір фермерів Білосток                      | 19.067     | 0,17   | 1     | –         |
| Об'єднана селянська лівиця «Самопоміч»       | 18.100     | 0,16   | 1     | –         |
| Німецька соціал-демократична партія          | 13.068     | 0,11   | 0     | –         |
| Місцеві списки                               | 361.530    | 3,15   | 0     | –         |
| Загалом                                      | 11.481.936 | 100,00 | 444   | 0         |
| Дійсні бюлетені                              | 11.481.936 | 97,04  |       |           |
| Недійсні/невикористані бюлетені              | 349.939    | 2,96   |       |           |
| Загалом голосів                              | 11.831.875 | 100,00 |       |           |
| Зареєстрованих виборців/явка                 | 14.979.853 | 78,99  |       |           |
| Джерело: Nohlen & Stöver                     |            |        |       |           |

### Сенат
| Партія                                       | Голоси     | %      | Місця | Попередні |
| -------------------------------------------- | ---------- | ------ | ----- | --------- |
| Безпартійний блок співпраці з урядом         | 1,844,393  | 28.83  | 48    | –         |
| Блок національних меншин                     | 1,065,455  | 16.65  | 21    | –2        |
| Польська соціалістична партія                | 715,556    | 11.18  | 10    | +3        |
| Народно-національна спілка                   | 590,142    | 9.22   | 9     | –         |
| Польський католицький блок (PSL Piast–PSChD) | 426,060    | 6.66   | 6     | –         |
| Польська народна партія «Визволення»         | 391,918    | 6.13   | 7     | –1        |
| Українська група                             | 228,969    | 3.58   | 2     | –         |
| Селянська партія                             | 276,489    | 4.32   | 3     | –         |
| Єврейська група                              | 218,435    | 3.41   | 1     | –3        |
| Національна робітнича партія                 | 143,806    | 2.25   | 2     | –1        |
| Національно-державний блок праці             | 132,276    | 2.07   | 1     | –1        |
| Польська християнсько-демократична партія    | 67,220     | 1.05   | 1     | –         |
| Робітничо-селянська спілка                   | 48,352     | 0.76   | 0     | 0         |
| Руська                                       | 38,778     | 0.61   | 0     | –         |
| Селянська спілка                             | 36,118     | 0.56   | 0     | –         |
| Католицький союз західних земель             | 12,753     | 0.20   | 0     | –         |
| Радикальна селянська партія                  | 6,422      | 0.10   | 0     | 0         |
| Монархісти                                   | 4,657      | 0.07   | 0     | –         |
| Місцеві списки                               | 150,745    | 2.36   | 0     | –         |
| Загалом                                      | 6,398,544  | 100.00 | 111   | 0         |
| Дійсні бюлетені                              | 6,398,544  | 98.20  |       |           |
| Недійсні/невикористані бюлетені              | 116,960    | 1.80   |       |           |
| Загалом голосів                              | 6,515,504  | 100.00 |       |           |
| Зареєстрованих виборців/явка                 | 10,182,345 | 63.99  |       |           |
| Source: Nohlen & Stöver                      |            |        |       |           |

## Аналіз голосування за етнічно-релігійними групами
| Приблизні шаблони голосування за етнічно-релігійними групами | Приблизні шаблони голосування за етнічно-релігійними групами | Приблизні шаблони голосування за етнічно-релігійними групами | Приблизні шаблони голосування за етнічно-релігійними групами | Приблизні шаблони голосування за етнічно-релігійними групами | Приблизні шаблони голосування за етнічно-релігійними групами | Приблизні шаблони голосування за етнічно-релігійними групами |
| Конфесія                                                     | Комуністи                                                    | Нереволюційні ліві                                           | Партії національних меншин                                   | Пропілсудський блок (BBWR)                                   | Праві                                                        | Відсоток до всього населення (перепис 1921 року)             |
| ------------------------------------------------------------ | ------------------------------------------------------------ | ------------------------------------------------------------ | ------------------------------------------------------------ | ------------------------------------------------------------ | ------------------------------------------------------------ | ------------------------------------------------------------ |
| Католики                                                     | 4%                                                           | 45%                                                          | 4%                                                           | 16%                                                          | 15%                                                          | 64%                                                          |
| Греко-католики                                               | 12%                                                          | 1%                                                           | 71%                                                          | 30%                                                          | 3%                                                           | 12%                                                          |
| Православні                                                  | 44%                                                          | 4%                                                           | 21%                                                          | 21%                                                          | 1%                                                           | 10%                                                          |
| Юдеї                                                         | 7%                                                           | 4%                                                           | 33%                                                          | 49%                                                          | 3%                                                           | 11%                                                          |
| Загалом по країні                                            | 8%                                                           | 30%                                                          | 24%                                                          | 28%                                                          | 10%                                                          |                                                              |